# 대구세명학교
대구세명학교는 대구광역시 달서구에 위치한 지적장애 학생을 위한 공립 특수학교이다.

## 연혁
- 2014년 9월 1일 : 개교